# عمارة كرناتكا

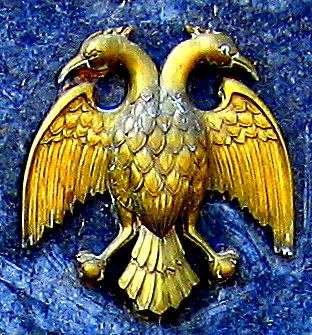

يمكن تتبع أثر العمارة في كرناتكا إلى العصر الحجري الحديث الجنوبي والعصر الحديدي المبكر، بعد أن شهدت التحول الأيديولوجي والمنفعي المعماري في مباني الطقوس الدينية. تسمية «العمارة» هنا قديمة، وتعود لنحو 2000 قبل الميلاد. بنى أفراد العصر الحجري الأعلى والمتأخر أكواخ مصنوعة من الأغصان وقد دُعمت بالحجارة، تملك على الأغلب سقفًا مخروطيًا يرتكز على الخيزران أو الدعامات الخشبية في المرام الأحمر أو رقائق الغرانيت المرصوفة كما هو موضح في الحفريات الأثرية في مواقع مثل براماغيري (مقاطعة تشيترادورغا) وسانغاناكالو، تكالاكوتا (مقاطعة بيلاري) وبيكليهال (مقاطعة رايشور). يُعد الجندل الدليل الأثري السائد للعصر الحديدي المبكر (نحو 1500 قبل الميلاد -100 بعد الميلاد وهو تاريخ غير مستقر). هناك أكثر من 2000 موقع دفن مسجل من العصر الحديدي المبكر، يُعتبر الأساس لعمارة عالية غير قابلة للتلف في شكل من أنماط معمارية مميزة ومختلفة من المدافن الحجرية المبنية التي تكون طقسية في طابعها. تتوضح العمارة الدينية النشطة في عام 354 ميلادي من خلال سلالة كادامبا. كرناتكا هي ولاية في الجزء الجنوبي من الهند كانت تُعرف أصلًا باسم ولاية ميسور. أظهرت المعالم المعمارية داخل المنطقة على مر القرون، مجموعة متنوعة من التأثيرات، وغالبًا ما نقلت الكثير من الاتجاهات الفنية لحكام اثني عشر سلالة مختلفة. تتراوح عمارتها من كتلة متجانسة مهيبة مثل غوماتيشوارا، إلى أماكن العبادة الهندوسية والجاينية وأطلال المدينة القديمة والأضرحة والقصور ذات الألوان المعمارية المختلفة. أعطى حكم مملكة ميسور (ووديار) هيكلًا معماريًا رئيسيًا في كنيسة سانت فيلومينا في ميسور (بُجل من قبل الملك باعتباره هيكلًا للتعاطف الإلهي وامتنان الرجال التواقين)، وانتُهي منه في عام 1956، إضافة إلى العديد من المعابد ذات الطراز المعماري الدرفيدي. أُدرج اثنان من المعالم الأثرية (باتاداكال وهامبي) ضمن قائمة التراث العالمي لليونسكو الحاوية على 22 معلمًا ثقافيًا في الهند. أُعيد نمط البناء الهندي الساركينوسي ونمط عصر النهضة والكورنثي والهندوسي والهندي الإغرقي في ميسور، وبُنيت قصور على هذه الأنماط في ميسور، مدينة القصور. يمكن الإشارة إلى العمارة السيخية في بيدار (1521) وأيضًا في بنغالور في عام 1956 على أن لها تأثير على التكوين المعماري للدولة.
بصرف النظر عن الفيهارا البوذية التقليدية القديمة التي كانت موجودة في الهند منذ العصور القديمة، منذ استقلال الهند في عام 1947، شهدت كرناتكا بعض التغييرات الملحوظة، لاسيما من خلال تدفق اللاجئين التبتيين الذين وصلوا إلى الولاية بين عامي 1963 و1997، وجلبوا معهم الفن التبتي التقليدي والأنماط المعمارية التي تنعكس في الدير البوذي في بايلاكاباي على سبيل المثال. يُعد فيدانا سودا (المبنية في بنغالور في عام 1953) وأطول معبد في موروديشوار، شاهدين على التأثيرات المعمارية الدرفيدية الجديدة التي تطورت منذ الاستقلال.

## عمارة كادامبا
كانت كادامبا من بانافاسي سلالة ملكية قديمة لكرناتكا منذ 345 وحتى 525، قدمت مساهمة مبكرة في التراث المعماري لكرناتكا. يرى الدكتور جي. إم. مورايس أنه بصرف النظر عن استخدام بعض الميزات الفريدة، فإن الكادامبا قد أدرجت مجموعة متنوعة من الأساليب في هندستها المعمارية (هندسة كادامبا) مستمدة إياها من أسلافها وأباطرتها، بالاعتماد على التقليد المعماري لساتافاهانا على سبيل المثال. أنشا الكادامبا عمارة كرناتكا، وشكلت الشيكارا (القبة) هي السمة الأبرز في عمارتهم وكانت تُسمى كادامبا شيكارا. الشيكارا هي عبارة عن شكل هرمي يرتفع متدرجًا دون أي زخرفة مع ستوبيكا أو كالاشا في الأعلى. احتوت هذه الأهرامات في بعض الأحيان على نوافذ ذات ستار مخرم. استُخدم أسلوب شيكارا هذا لعدة قرون لاحقة، وكان له تأثير على معبد دوداغادافالي هويسالا ومعبد ماهاكوتا في هامبي. بنى الكامبادا معبد مادهاكيشوارا (لورد شيفا) في بانافاسي، الذي يمتلك مهدًا حجريًا منحوتًا بشكل دقيق. خضع المعبد بعد بنائه على يد الكامبادا إلى العديد من الإضافات والتجديدات منذ عهد سلالة تشالوكيا وحتى عهد حكام سوندا. «كادامبوتسافا» هو مهرجان ثقافي سنوي يُقام في شهر ديسمبر في المعبد.

## العمارة الدرفيدية
بُنيت المعابد المختلفة تبعًا لكل من التقاليد الجاينية والشيفاوية وتقاليد فيشنو في عهد سلالة غانغا السيادية الغربية التي كانت تابعة لبالافا منذ 350 وحتى 550، وتحت حكم تشالوكيا حتى 753 وتحت سيطرة راشتراكوتا حتى 1100. يعكس بناء المعالم الأثرية مثل غوماتيشوارا (982- 983) في أماكن مثل شرافانابيلاغولا وكامباداهالي وتالاكادو من قبل ملوك الغانغا الغربيين، التسامح مع الأديان المختلفة. بُنيت بعض معابد الفيشنوية من قبل الغانغا مثل معابد ناراياناسوامي في نانجانغود وساتور وهانغالا في منطقة ميسور الحديثة.

### غوماتيشوارا
يقع غوماتيشوارا (983) في شرافانابيلاغولان وهو عبارة عن تمثال مونوليثي بارتفاع 17.8 مترًا فوق تل، (يؤدي صعود 618 درجة إلى هذا المونوليث) ويمكن رؤيته من مسافة 30 كيلومترًا، ويُعتبر واحدًا من أكبر التماثيل المونوليثية في العالم. بنى هذا التمثال وزير الغانغا والقائد تشافونداريا (940- 989) تكريمًا للورد باهوبالي، وهو منحوت من الغرانيت الأبيض ويقف على زهرة اللوتس. لا يوجد دعم حتى الفخذين ويبلغ طولهما 18 مترًا، بينما يصل طول وجه التمثال إلى 2 مترًا. يُعتبر هذا التمثال أعظم إنجاز في فن النحت في القرون الوسطى في كرناتكا، بسبب التعبير الهادئ على وجهه وخصلات شعره المجعدة والأنيقة والتشريح النسبي والحجم المترابط والمزيج من الفن والحرفية، إلى جانب كونه أكبر تمثال مونوليثي في العالم.